# سیارک ۹۳۷۳
سیارک ۹۳۷۳ (به انگلیسی: 9373 Hamra، نامگذاری:1993FY43) نه هزار و سیصد و هفتاد و سومین سیارک کشف شده‌است که در ۱۹ مارس ۱۹۹۳ کشف شد.
قدر مطلق سیارک برابر ۱۴٫۳۰ است.